# バーディー (ストリートファイター)
バーディー (Birdie) は、カプコンが製作した対戦型格闘ゲーム『ストリートファイター』シリーズに登場する架空の人物。

## キャラクター設定
初代『ストリートファイター』ではボクシングやプロレスなど様々な格闘技で活躍していたが、その圧倒的強さのために戦う相手がいなくなり酒場の用心棒を務めるようになる。この時はCPU専用の敵キャラクターとして登場し、モヒカンヘアをした白い肌の巨漢だった。
プレイヤーキャラクターとして再登場した『ストリートファイターZERO』（以下『ZERO』）および『ZERO2』では卑劣で残虐な手口のためにプロレスをはじめとするあらゆる格闘技界から追放され、パブの用心棒としてくすぶっていたが、麻薬組織シャドルーの存在を知り野心を抱く。『ZERO2』のエンディングでは総帥のベガに自分を売り込んでシャドルー入りを果たすが、ベガが自分を利用する魂胆であることを見抜いている。また、「パワーはこのベガをしのぐかもしれん」と評される。『ZERO3』ではすでにシャドルーの一員となっており、ベガを倒して、サイコドライブを奪取して組織を乗っ取ろうとする。ただ、ベガはバーディーの目論見を気にしておらず、ある程度は自由に泳がせている。荒々しい性格ではあるが、後述の人間関係を構築した処世術と、うかつに危ないことをしない慎重さをもっており、『ZERO3』では自身は慎重にサイコドライブを調べていたのにマイク・バイソンに破壊されたことで呆れていた。
『ZERO』シリーズでは穴の空いたモヒカンと褐色の肌をしていて、両手の手錠を繋ぐ長い鎖が外見上の大きな特徴。その髪型には並々ならぬ執着を抱いており、対戦時の勝利ポーズではナイフの形をした櫛で髪を整える様が見られる。そのほか、同じくモヒカンヘアのザンギエフや大銀杏を結ったエドモンド本田などには髪型を理由に対抗意識を燃やす。モヒカンは彼なりのオシャレであり、どうやって穴を開けているのかは不明だが、他人には絶対マネできないところが気に入っているという。
バーディーの肌の色が初代から『ZERO』シリーズで変化した理由は設定上では明かされていない。開発者インタビューでは「基本的にはパラレルワールドの話という風に考えてほしい」「一応『ストリートファイター』のバーディーと同じ人物かどうかはどこにも明記していないので、あれはあくまで『ZERO』のバーディー」と語られている。
『ストリートファイターV』（以下『ストV』）では、『ZERO』シリーズのデザインを踏襲しているがモヒカンの形状が異なるほか、『ZERO』シリーズと違って体重が大幅に増加して肥満体型になっている。人物像についても、粗暴で野心家な性格だった面は鳴りを潜めてコミックリリーフの一面が強調されたキャラクターになっている。なお、ケンからは「前にどこかで会ったような…でも体型は違ってたか？」、春麗に「昔と比べて丸くなったわね、性格も…体型も」と言われている。モヒカンの形状が変わったのはスタッフによると「モヒカン内の穴は3Dで再現すると不思議すぎるので」という理由から。
『ストV』のバーディーのストーリーでは、シャドルー基地で新四天王のF.A.N.Gに帽子を被ることを義務付けられたことに激怒してシャドルーを抜け出した。その後は世界各地を転々と食い逃げしながら移動し、神月家の豪邸を通りかかったところで神月かりんに呼び止められシャドルーを抜け出したことを話すと「食客」として招待される。それからは、かりんや柴崎と共に行動することが多くなった。
シャドルーに加わっていたこともあり、キャミィに対して「どこかで見たような…人形共の仲間か？」や「人形は今再調整中のはずだ」と言うなど脱退直前までのシャドルーの内情に詳しい。
また、『ストV』ではVスキル、勝利演出、ストーリーモードでドーナツを食べることが多くなった。レインボー・ミカのストーリーではドーナツを大量に持ち逃げした現場をミカに見られて注意されている。
『マッスルボマー』シリーズに登場するタイタン・ザ・グレートは親友かつライバルであり、プロレスラー時代にはタッグを組んでいた経歴がある。チーム名は「500億万パワーズ」。
『ストV』公式サイトの「キャラ図鑑」ではシャドルー入りする前は赤い髪とヒゲを生やした姿で、好きな物はビールと音楽活動と設定されている。
『ストV』ではディレクターの中山貴之が選ぶ「中山枠」としてプレイヤーキャラクターに選出されている。

## ゲーム上の特徴
初代『ストリートファイター』では大柄な体格を生かしたリーチが長い攻撃を仕掛けてくる。特にヘッドバットとジャンピングハンマーナックルは強力な技である。
『ストリートファイターZERO』の開発スタッフは、そのコンセプトを「動きは遅いけれど一発逆転のできるキャラとして企画しました」「“リュウ、ケン”キラーのバーディーをぜひかわいがってやってください」と述べている。
『ZERO』シリーズでも大柄な体格であるが、通常技のリーチは全体的にはそれほど長くない（遠距離立ち強パンチの「ダブルバーディーハンマー」やしゃがみ強キックの「ローリングバーディーキック」などはリーチが長く、とりわけ、CPUバーディーは迂闊な飛び込みに対しては超反応で前者の技を出して対応してくる）。反面、無敵時間を持つ突進技の「ブルホーン」、高威力のコマンド投げ、そして、相手が出した飛び道具を避けて大ダメージを与える好機に変えることが可能なスーパーコンボ「ブルリベンジャー」も持ち、飛び道具を持つ相手に対しても怯むことなく戦うことが可能なキャラクターである。
『ストV』では肥満体型になり、動作も重くなっている。飛び道具を持つキャラクターに対して有効な「ハンキングチェーン」や「ブルリベンジャー」が追加され、「ブルホーン」が対空技に変更されている。

## 技の解説

### 通常技
作品によって若干差異はあるが、ここでは『ZERO』シリーズでの技名称を掲載。なお『ZERO3』以前での立ち状態の遠近およびジャンプ状態の垂斜の区別はない。
| 操作     | 立ち（近距離）                                    | 立ち（遠距離）                            | しゃがみ                   | ジャンプ                   |
| -------- | ------------------------------------------------- | ----------------------------------------- | -------------------------- | -------------------------- |
| 弱パンチ | バーディーブロウ                                  | バーディーブロウ                          | バーディーパンチ           | バーディーナックル         |
| 中パンチ | バーディーストレート                              | バーディーストレート                      | バーディーストレート       | バーディーナックル         |
| 強パンチ | ダブルバーディーパンチ(※1) / バーディーリフト(※2) | ダブルバーディーパンチ                    | バーディーヘッド           | ダブルバーディードロップ   |
| 弱キック | トゥープレス                                      | トゥープレス                              | スライドキック             | ジャンピングキック         |
| 中キック | サイドキック                                      | サイドキック                              | アッパーキック             | ジャンピングサイドキック   |
| 強キック | ヒールドロップ(※1) / バーディーキック(※2)         | ヒールドロップ(※1) / バーディーキック(※2) | ローリングバーディーキック | ジャンピングドロップキック |

※1 『ZERO』〜『ZERO2 ALPHA』
※2 『ZERO3』以降

### Vシステム
ペッパーポット
Vリバーサル。クシャミをして相手を吹き飛ばす。
ブルクラッシュ
Vシフトブレイク。

#### Vスキル
ブレイクタイム [I]
ドーナツを食べてVゲージを溜める。レバーを入力しないとこの技になる。
バナナタイム [I]
バナナを食べて皮を地面に投げ捨てる。バナナの皮に相手が触れるとダウンする。レバーを相手の逆方向に入れるとこの技になる。
ドリンクタイム [I]
ドリンクを飲んで空き缶を地面に転がす。転がる空き缶に相手が触れるとダウンする。レバーを下方向に入れるとこの技になる。
チューイングタイム [II]
ガムを食べてVゲージを溜める。ボタンをホールドすると口元でガムを膨らませた状態になり、パンチボタンかキックボタンで後述の派生技を出せるが、この状態の時は前後への移動としゃがみ、派生技の使用しかできずジャンプもガードも不可能。
バルーンガム
ガムで相手を攻撃する。
弱はガムを破裂させ、ヒット時は相手をよろめかせる。中と強は風船状にしたガムを山なりの軌道で飛ばす飛び道具。
メイキングバブル
ガムをさらに膨らませて「バルーンガム」の威力を強化する。

#### Vトリガー
エンジョイタイム [I]
激辛トウガラシを食べ、口から火を吹き出し移動速度と全体的な攻撃力を上昇させる。発動時の火はほぼ真上に吹くが攻撃判定があるため、最初は対空技としても扱える。
また発動中は「ブルヘッド」と「ブルホーン」の性能も強化される。
バーディータイム [II]
激辛トウガラシを食べ、口から火を吹き出しつつ両腕を振り上げる。発動後は後述の「ブルスウィング」と「ブルキャプチャー」が使用可能になるほか、「ハンキングチェーン」と「ブルリベンジャー」の威力が上昇する。
「エンジョイタイム」と同様に発動時の火は攻撃判定があるため、対空技としても扱える。
ブルスウィング
チェーンを前方に投げつけて引っ張る。チェーンが相手にヒットすると錐揉みさせながら引っ張り、追撃が可能になる。
ブルキャプチャー
チェーンを地面に滑らせるように投げつけ引っ張る下段攻撃。上記と異なり追撃はできない。
Vスキル[I]で出したバナナや空き缶にチェーンを当てると前方に飛ばすことができる。

### 投げ技
ブルスパイク
相手を捕えて連続で激しく頭突きを叩き込む。パンチボタンで出る掴み技で、レバガチャで攻撃回数を増やすことができる（掛けられた相手も、レバガチャで攻撃回数を減らすことが可能）。
タグチェーン
『ZERO』のみで使用するキックボタンで出る通常投げ。途中まで「マーダラーチェーン」の動作を決め、前方高く投げ捨てる。
バッドスルー
『ZERO2』にて追加されたキックボタンで出る通常投げ。相手の足を掴んで、後方高く投げ捨てる。相手を投げる方向はレバー入力に関係なく、後方に固定される。
バッドスクラップ
『ZERO3』にて追加された空中投げ。空中の相手を捕えて大きく持ち上げ、そのまま地面に叩きつける。入力はパンチボタン。
バッドヘッド
『ストV』で使用する前方投げ。相手を片腕で持ち上げると、1回の頭突きで吹き飛ばす。
バッドチェーン
『ストV』で使用する後方投げ。相手に鎖を巻き背中を蹴ってロックし、バーディーが後ろを向き背負い投げのように鎖で引っ張り相手を投げ飛ばす。

### 特殊技
ボディプレス
両腕を広げて空中から大きく圧し掛かる。『ZERO2』以降は攻撃判定が大きくなり、しゃがんだ相手にも当たるようになった。
ブルドロップ
元々は『ZERO2』までの立ち強キック「ヒールドロップ」が特殊技となったもの。足を大きく振り上げて落とす。『ZERO2』までは2段技で、2段目がしゃがみガード不可の技であったが、『ZERO3』ではその性能が削ぎ落とされた。
バッドハンマー
『ZERO3』にて追加された、X-ISM限定の技。近距離立ち強パンチ「バーディーリフト」を当てた相手を上空に打ち上げて、直後にレバーを↑に入力するとジャンプ強パンチ「ダブルバーディードロップ」による追撃攻撃を決める。
『ストV』ではしゃがみ強パンチが相手を打ち上げる技で、立ち強パンチで打ち落とす。
近距離立ち強パンチの発生が遅いために当てること自体が困難だが、X-ISMであるゆえに威力・気絶値ともに高く設定されている。
ブルチャージ
『ストV』で追加された技。体を傾けて力を溜め、タックルを繰り出す。
ブルスライダー
『ストV』で追加された技。飛び込んで短い距離を滑り込みながら下段への頭突きを繰り出す。飛び道具をすり抜けることも可能。
鼻くそ
『ストV』では操作せずにいると、鼻くそを飛ばす。ダメージがあり、必殺技でキャンセルができる。
挑発
『ZERO2』以降の挑発。ナイフを構えてポーズを取る。ポーズを取っているときに握っているナイフに攻撃判定があるが、攻撃値が極端に低いことに加えて動作も遅い。

### 必殺技
ブルヘッド
初代『ストリートファイター』のヘッドバットが元になっている技で、腹を突き出しつつ突進しながら頭突きで攻撃する。『ZERO2』からは発動の瞬間に頭から湯気を出し、全身を真っ赤にする演出が追加された。「ブルホーン」と違い、ガードされたときの隙は大きい。
『ストV』のEX版は「ザ・バーディー」の如く2連続でヘッドバットを繰り出す。Vトリガー[I]発動中は最初の腹を突き出す前進から攻撃判定が発生しアーマー属性が付く。
ブルホーン
体を振り向かせ、その反動で突進して頭突きを仕掛ける技。振り向いている間は無敵であり、あらゆる攻撃をかわすことができる。ボタンを押し続けることで攻撃力を蓄積させていくものであり、マイク・バイソンの「ターンパンチ」と同じ系統の技だが、コマンドが少々特殊であり、パンチボタンかキックボタンを最低2つ押しっぱなしにした状態を維持しておく必要がある（いわゆるホールドボタン技）。『ZERO2 ALPHA』以降は溜めた時間に応じて複数ヒットする攻撃に変更されたが、それによって威力が大きく落ちるという弊害が生じる（オリジナルコンボ中に出すとその効果は顕著）。「ブルヘッド」と異なり、発生が速い攻撃でない限り、ガードされても反撃は受けにくい。
『ストV』ではパンチボタンかキックボタン一つを押し続けるコマンド（ホールドボタン技）に変更され、技自体も空中に飛び上がるマイク・バイソンの「バッファローヘッド」と同じ系統の技になった。EX版は発動と同時に短い距離をアーマー属性のついた「ブルヘッド」で前進して、頭を上に振り上げる。Vトリガー[I]発動中は威力が上昇し、通常版にもアーマー属性がつく。
マーダラーチェーン
コマンド投げ。持っているチェーンに相手を巻き付け、振り回す勢いで地面に2回叩き付けてダメージを与える。技の威力は弱・中・強の順に上がるが、有効間合いは威力に反比例して狭くなるほか、技が決まらずに空振りに終わった時の隙も増大する。
バンディットチェーン
『ZERO2』にて追加されたコマンド投げ。相手の体をチェーンで捕えて叩き付けたのち、後方高く投げ捨てる。叩き付ける回数は弱・中・強の順に増え、それに伴い有効間合いが狭くなるという仕様は「マーダラーチェーン」と同じ。「マーダラーチェーン」との最大の違いは相手を必ず後方に投げる点で、画面端に追い詰められた状態でこの技を決めれば、逆にバーディーが相手を画面端に追い詰める形となる。
ハンキングチェーン
『ストV』にて追加された技。鎖を投げて敵に巻きつけ後ろに引っ張り、そのまま持ち上げ放り投げる。真正面か斜め上へ鎖を投げられる。真正面の場合はガードが可能で、ガードされたり空振りに終わると大きな隙を残してしまう。
弱では真正面に鎖を投げ、相手を壁に叩きつける。相手は壁で跳ね返り、バーディの目の前に落ちてくるため起き攻めを狙いやすい。
中でも真正面に鎖を投げ、相手を画面端の地面に叩きつける。
強では鎖を斜め上に投げ、相手を画面端の地面に叩きつける。中と強では弱とは違い、大きな距離が取れる。
EX版は全て真正面にしか鎖を投げないが、相手が空中にいても鎖に触れた時点で掴みに成功する。EX版は動作が変化し「マーダラーチェーン」と同様の動作になる。
ボタンを押し続けることで鎖を回し続け発生のタイミングをずらすことができ、パンチボタンで止めることができる。
キリングヘッド
『ストV』にて追加された技。相手を捕捉し、頭突きをかます。弱中強EXでヒット数が2、3、4、7に変化する。
間合いが非常に狭く空振ると悔しがる動作をするため、大きな隙を残すことになるが気絶値が高い。
ブルリベンジャー
『ストV』では通常の必殺技として使用する。飛び込んで相手に鎖を巻きつけると2回地面に叩きつける。
強は画面端まで放れている相手にまで届くため飛び道具を使う相手には特に有効な必殺技。EX版は飛距離は短く空振りした時の隙は大きいが威力が高くなる。
飛び上がって相手に近づき、着地した瞬間に投げ判定が成立する技で、EX版は飛び上がって相手に触れた瞬間に投げ判定が成立する。

### スーパーコンボ
ザ・バーディー
突進しながら連続で頭突きを繰り出す。『ZERO』では設定されている無敵時間が「頭突きの動作に入る瞬間まで」であるため、相手に接近するほど無敵時間も短縮されるという弊害が生じた（とりわけLV1の無敵時間は、スーパーコンボ発動時の画面暗転中のみという短さ）。『ZERO2』での無敵時間は、攻撃の動作に関係なく一定となった。LV3では相手を確実に気絶させる頭突きを決めたあと、とどめの頭突きを叩き込む。
ブルリベンジャー
前方へすばやく飛びかかり、捕えた相手をチェーンに巻き付けて地面に叩き付ける。レベルが上がるごとに相手を叩き付ける回数が増える。『ZERO』でのLV3は相手を叩き付けてから「ブルヘッド」による一撃でとどめを刺す。パンチボタンで出した場合とキックボタンで出した場合とでは飛距離が異なり、キックボタンで出すとパンチボタンでの入力時よりも長距離を飛ぶ。

### クリティカルアーツ
バッド・スキップ・チェーン
距離の短い「ブルヘッド」を繰り出し、ヒットすると相手に鎖を巻きつけ引っ張り、鼻歌を歌いつつ縄跳びをしながら勢いをつけて地面に連続で叩きつける。KOフィニッシュすると、特殊演出で地面に相手の頭部がめり込む。
日本国外での名前は「スキップ・トゥ・マイ・チェーン」。

## 漫画でのバーディー
中平正彦の漫画『STREET FIGHTER ZERO』の序盤に登場。格闘を捨てようとしていたリュウを、船上での麻薬取引の際の用心棒に雇う。アウトローではあるが、殺意の波動に目覚めたリュウ（その直前にリュウはバーディーをかばって銃撃を受けるが、前述の「殺意の波動」に目覚め突如回復するものの、自制が利かなくなった）を止めるべく、刑事である春麗と自発的に共闘して、自分の身を犠牲にすることも辞さなかった。さらにリュウの豹変ぶりに涙まで見せるなど、原作となるゲーム版『ZERO』とは異なる人情味のあるキャラクターとして設定されていた。

## その他
『ZERO』から『ZERO2』、さらに『ZERO2』から『ZERO3』にかけて、通常技や特殊技のグラフィックが大幅に描き換えられている。
『ZERO3』のバーディーのCPU出現テーブルのパターンは特殊なものになっており、8人目の対戦キャラクターが必ずキャミィかバルログになる。
ホームステージは初代『ストリートファイター』ではイギリス市街、『ZERO2』ではロンドン駅構内の公衆トイレの中、『ZERO3』ではトレインセメタリーとなっている。

## 担当声優
- 高木渉（『ストリートファイターZERO』シリーズ）
- 宇垣秀成（『ストリートファイターV』）
- T.J.ストーム（『ストリートファイターV』英語ボイス）
- 大友龍三郎（OVA『ストリートファイターZERO - THE ANIMATION -）
- 小室正幸（ドラマCD『ストリートファイターZERO2外伝 さくら・もっとも危ない女子高生』）

## 登場作品
- ストリートファイター
- ストリートファイターZEROシリーズ
- SNK VS. CAPCOM 激突カードファイターズ全シリーズ（トレーディングカードゲーム版も含む）
- ストリートファイターV